# Kicsi a bors…
A Kicsi a bors… magyar televíziós filmsorozat, amelyet Takács Vera rendezett. A forgatókönyvet Marék Veronika írta, a zenéjét Mericske Zoltán szerezte. Magyarországon az M1 és az M2 tűzte műsorra.

## Szereplők
- Straub Dezső
- Pálos Zsuzsa
- Pécsi Ildikó
- Ábel Anita
- Szolnoki Tibor
- Szerencsi Éva
- Ujlaki Dénes
- ifj. Malek Miklós
- Mester Edit

## Epizódok
| Évad | Évad | Részek száma | Részek száma | Eredeti sugárzás     | Eredeti sugárzás  | Magyar adó |
| Évad | Évad | Részek száma | Részek száma | Évadbemutató         | Évadzáró          | Magyar adó |
| ---- | ---- | ------------ | ------------ | -------------------- | ----------------- | ---------- |
|      | 1.   | 4            | 4            | 1983. szeptember 25. | 1983. október 16. | M1, M2     |
|      | 2.   | 4            | 4            | 1984. szeptember 30. | 1984. október 21. | M1, M2     |
|      | 3.   | 4            | 4            | 1985. december 15.   | 1986. január 26.  | M1, M2     |

### 1. évad (1983)
| Sor. | Év. | Cím                | Premier              |
| ---- | --- | ------------------ | -------------------- |
| 1.   | 1.  | A nevenincs őrs    | 1983. szeptember 25. |
| 2.   | 2.  | Elindul egy induló | 1983. október 2.     |
| 3.   | 3.  | Korszerű krónika   | 1983. október 9.     |
| 4.   | 4.  | Vendégség          | 1983. október 16.    |

### 2. évad (1984)
| Sor. | Év. | Cím                      | Premier              |
| ---- | --- | ------------------------ | -------------------- |
| 5.   | 1.  | A jókor jött jó tanuló   | 1984. szeptember 30. |
| 6.   | 2.  | Az én csodálatos szüleim | 1984. október 7.     |
| 7.   | 3.  | Szarkavadászat           | 1984. október 14.    |
| 8.   | 4.  | Kulturált kirándulás     | 1984. október 21.    |

### 3. évad (1985–86)
| Sor. | Év. | Cím                                      | Premier            |
| ---- | --- | ---------------------------------------- | ------------------ |
| 9.   | 1.  | "Az szép liget s erdő sétáló palotájuk…" | 1985. december 15. |
| 10.  | 2.  | Vámpír a kutyaólban                      | 1985. december 31. |
| 11.  | 3.  | A vacak és a nulla                       | 1986. január 12.   |
| 12.  | 4.  | Szétgurul a bors                         | 1986. január 26.   |